# Jean de La Fontaine
Jean de La Fontaine, francoski pesnik, * 8. julij 1621, Château-Thierry, † 13. april 1695, Pariz.

## Življenje
Jean de La Fontaine se je rodil v premožni meščanski družini v Chateau-Thierryju v pokrajini Champagna. Starši so mu zagotovili prvovrstno humanistično izobrazbo, spodbujali pa so tudi njegovo pisno ustvarjanje. Pri dvajsetih je stopil v verski red Oratoire de France, a ga je že po osemnajstih mesecih zapustil. V Parizu je študiral pravo in se kmalu vključil v literarne ter salonske kroge. Postal je odvetnik in se pri šestindvajsetih poročil. Po smrti očeta 1658 je nasledil službo nadzornika gozdov in voda, ki mu je zagotavljala stalen priliv dohodkov (ker ni znal ravnati z denarjem, je starost kljub temu preživel revno). Leta 1684 je bil sprejet v Francosko akademijo. Po sprejetju je prenehal pisati pripovedi z moralno sporno vsebino, v zadnjih letih pa se je celo posvetil pisanju nabožnih besedil. Umrl je 13. aprila 1695 v Parizu. 
Danes de La Fontaina poznamo predvsem kot basnopisca, vendar je njegovo delo precej bolj široko. Sprva je pisal dramatiko (tedaj je veljala za najbolj prestižno literarno zvrst), a brez večjega uspeha. Več uspeha je imel s povestmi in z novelami v verzih, ki jih je bralstvo sprejelo z navdušenjem. Pri izbiri snovi je pokazal le malo izvirnosti: večinoma se je zatekal k antičnim in renesančnim delom, ki pa jih je znal zelo dobro prirediti. Največji uspeh je dosegel z basnimi, ki so bile tedaj že tako ali tako v modi.